# Rodolfo Neri Lacunza
Rodolfo Neri Lacunza (Chilpancingo, Guerrero; 14 de agosto de 1880 - 4 de septiembre de 1972) fue un jurista y político mexicano que se desempeñó como gobernador del estado de Guerrero entre 1921 y 1925.
Hijo del general Canuto A. Neri, militante en 1893 de la rebelión contra el gobierno de Francisco O. Arce, y de Virgina Lacunza Galeana. Cursó sus primeros estudios en el Instituto Científico y Literario del Estado de México y posteriormente en la Escuela Preparatoria y Normal para Profesores del Estado de Guerrero. Su educación superior la comenzó en su ciudad natal, luego en la Ciudad de México y finalmente la concluyó en Xalapa, Veracruz. Más tarde, se desempeñó en cargos como el de magistrado del Tribunal Superior de Justicia en los estados de Guerrero y Michoacán, procurador de Justicia de Tlaxcala y juez de Distrito en los estados de Guerrero y Durango. Dentro de su carrera política, fungió como diputado del Congreso de Guerrero y senador de la República por Guerrero. 
Ya incursionado en la política de su estado natal, se integró al Partido Liberal Constitucionalista, mediante el cual resultó elegido Gobernador Constitucional del Estado de Guerrero para el periodo 1921-1925. Sin embargo, su mandato se vio interrumpido por la  rebelión delahuertista del 30 de noviembre de 1923 al 24 de marzo de 1924, durante este período quedó como titular del poder ejecutivo Urbano Lavín, en carácter provisional. Posteriormente, Neri Lacunza logró retomar el poder y lo mantuvo hasta concluirlo en 1925 donde contó con el apoyo de la clase campesina, la que durante su gobierno se vio favorecida por el reparto de recursos agrarios. 
El 29 de marzo de 1991, fue aprobado un decreto que autoriza que se coloque en uno de los municipios de la Sala de Plenos del H. Tribunal de Justicia, el nombre de Rodolfo Neri Lacunza.  Junto al de él, están inscritos los nombres de destacados juristas del estado de Guerrero como Ignacio Manuel Altamirano, Eduardo Neri Reynoso, José Inocente Lugo, entre otros más.